# Lieken
Die Lieken GmbH (vormals Lieken AG) ist ein deutscher Backwarenhersteller mit Sitz in Lutherstadt Wittenberg (Sachsen-Anhalt). Bekannte Marken sind Golden Toast und Lieken Urkorn.
Lieken gehört seit 2013 zum tschechischen Agrofert-Konzern.

## Struktur
Zur Lieken gehören die Lieken Brot- und Backwaren GmbH mit insgesamt sieben Produktionsstätten sowie das Logistikunternehmen Logi-K. Die Lieken Brot- und Backwaren GmbH, ebenfalls mit Sitz in Lutherstadt Wittenberg, beliefert täglich den Lebensmitteleinzelhandel in Deutschland mit Brot und Backwaren der Marken Golden Toast und Lieken Urkorn sowie Eigenmarken der Handelsunternehmen und Bake off-Produkten.
Produktionsstätten befinden sich in Essen, Brehna, Günzburg, Lüdersdorf, Lünen, Crailsheim, Lutherstadt Wittenberg und Bietigheim-Bissingen.

## Geschichte

### Lieken (1902 bis 1998)
1922 kaufte Fritz Lieken die stillgelegte Bremer Simonsbrot-Bäckerei in Achim, die 1902 durch die Gebrüder Simon als Malzkornfabrik gegründet worden war. Mit Hilfe seiner Ehefrau und eines Gesellen startete Lieken seinen eigenen Bäckereibetrieb. Fritz Lieken baute seine Bäckerei zu einer Vollkornbäckerei aus. 1926 war er der erste deutsche Bäcker, der verpacktes Brot haltbar machte. Die Haltbarmachung gelang durch Pasteurisierung. Nach seinem Tod im Jahr 1961 führte Liekens Ehefrau Maria das Unternehmen Lieken Simonsbrot zusammen mit dem Geschäftspartner Alfred Batscheider weiter.

### Wendeln (1919 bis 1999)
Die Großbäckerei Wendeln wurde 1919 von Bernhard und Antonia Wendeln in Garrel bei Oldenburg gegründet und seit 1960 von deren Söhnen Paul und Bernhard weitergeführt. 1974 wurde das Unternehmen Mitglied der Arbeitsgemeinschaft Golden Toast. Das Unternehmen wurde durch den Aufkauf weiterer Großbäckereien wie Paech (1986), Weber Pfungstadt (1996), Scherpel (1997) und Lieken Simonsbrot (1998) Marktführer in der Backwarenbranche mit verpackten Broten.

### Kamps (1982 bis 2002)
Heiner Kamps eröffnete 1982 in Düsseldorf die erste Kamps-Bäckerei. Daraus entstand ein größeres Unternehmen, das Kamps 1992 verkaufte und 1996 zurückkaufte.
Im Januar 2000 übernahm dann Heiner Kamps zusätzlich zu seinem 1982 gegründeten Filialgeschäft die Wendeln-Gruppe und somit auch die Marke Lieken. Daraus entstand die Kamps AG mit den Töchtern Kamps Brot- und Backwaren (Lebensmitteleinzelhandel) und Kamps Bakeries (Filialen).

### Barilla (2002 bis 2013)
Die italienische Barilla-Gruppe übernahm 2002 einen Großteil der Kamps-Aktien, der Unternehmensgründer Heiner Kamps stieg nach dem Verkauf komplett aus dem Unternehmen aus. 2004 übernahm Barilla die noch verbleibenden Anteile der Minderheitsaktionäre, so dass die Aktien des Unternehmens an keiner Börse mehr notiert waren. Am 17. März 2008 firmierte die Unternehmensgruppe um: Aus Kamps AG wurde Lieken AG, aus dem Lebensmitteleinzelhandel-Geschäftsbereich Kamps Brot- und Backwaren GmbH wurde Lieken Brot- und Backwaren GmbH und aus dem Bäckerei-Filial-Geschäft Kamps Bakeries GmbH wurde Kamps GmbH.
Im August 2010 wurden die fünf Handwerksbäckereien und 900 Filialen von Kamps (Umsatz 2009: 300 Mio. Euro) an den Finanzinvestor ECM Equity Capital mit Sitz in Frankfurt am Main veräußert. Die Marken Lieken Urkorn und Golden Toast verblieben bei der Barilla-Gruppe und wurden unter der Lieken AG weitergeführt.

### Agrofert (ab 2013)
2013 wurde die Lieken AG von Barilla an die tschechische Agrofert-Gruppe verkauft, deren alleiniger Eigentümer Andrej Babiš ist.
Im November 2014 kündigte Lieken die Schließung von fünf seiner zwölf Werke in Deutschland an (Pfungstadt, Essen, Weißenhorn, Garrel und Stockstadt), im November 2015 den Umzug des Verwaltungssitzes nach Dortmund.
Im Mai 2018 wurde der Sitz nach Lutherstadt Wittenberg verlegt. Die Produktion des geschlossenen Werkes Weißenfels ist in ein neu errichtetes Werk auf einem Gelände des Schwesterunternehmens SKW Stickstoffwerke Piesteritz in Wittenberg (Sachsen-Anhalt) verlagert worden und firmiert als Wittenberger Bäckerei GmbH. Die Wittenberger Bäckerei GmbH produziert exklusiv für Lieken.
Im Januar 2021 wurde die Lieken AG in eine GmbH umgewandelt.

## Marken

### Lieken Urkorn
Heute umfasst das Sortiment von Lieken Urkorn unter anderem Schnitt- und Laibbrote, Sandwiches, Toastbrot sowie Kuchen- und Stollenprodukte, die in eigenen Großbäckereien gebacken und überwiegend durch Pasteurisierung haltbar gemacht werden. Laut einer Nielsen-Marktforschungsanalyse ist Lieken Urkorn Marktführer im Segment Schnittbrot und hatte 2015 eine gestützte Markenbekanntheit von 90 %. Mit einem Marktanteil von 20 Prozent ist Lieken Urkorn der Marktführer im Segment Vollkornbrote.

### Golden Toast
Golden Toast ist die Dachmarke für ein Angebot an Brot- und Backwaren und war 2009 laut einer Nielsen-Marktforschungsanalyse mit über 40 % Marktanteil Marktführer in der Kategorie Toast und Sandwich und hat eine gestützte Markenbekanntheit (Erinnerung durch Vorlage von Gedächtnisstützen wie z. B. Abbildungen einer Marke) von 99 %. Markeninhaber ist die Arbeitsgemeinschaft Golden Toast GmbH.

## Kritik
Als Teil des Agrofert-Konzerns ließ Lieken 2017 eine neue Produktionsstätte in Wittenberg bauen und die alte in Weißenfels (beides Sachsen-Anhalt) im Sommer 2017 schließen, die dort Beschäftigten wurden entlassen. Weiterhin werden in dem neuen Werk, das mit 11,25 Mio. Euro vom Land Sachsen-Anhalt gefördert wurde, Löhne deutlich unter Tarifniveau gezahlt. Heftig kritisiert wurde dies im Landtag von Sachsen-Anhalt von Andreas Höppner (Die Linke) mit den Worten „Die Förderpolitik Sachsen-Anhalts fördert (…) bei Lieken Arbeitsplatzabbau und Tarifflucht“.